# Herb Boxer
Herbert James Boxer (Hancock, 4 giugno 1947) è un allenatore di hockey su ghiaccio ed ex hockeista su ghiaccio statunitense.

## Carriera
Boxer giocò a livello giovanile nella Western Collegiate Hockey Association presso la Michigan Technological University. Al termine della stagione 1967-1968 fu scelto durante l'NHL Amateur Draft in diciassettesima posizione assoluta dai Detroit Red Wings. Egli fu il primo giocatore nato negli Stati Uniti ad essere scelto in occasione dell'NHL Entry Draft.
Nel 1970 debuttò da professionista nell'organizzazione dei Red Wings in Central Hockey League giocando per due stagioni con la formazione affiliata dei Fort Worth Wings. Nel 1972 passò invece in American Hockey League presso i Virginia Wings. Concluse la carriera agonistica nel 1975 dopo essere ritornato in Michigan a giocare per i Kalamazoo Wings, formazione della International Hockey League. Nella primavera di quell'anno fu nominato capitano della nazionale statunitense che giocò i campionati mondiali.
Conclusa la carriera da giocatore intraprese quella da allenatore, restando per quasi quindici anni nello staff di Michigan Tech. Nel 1988 vinse il titolo di allenatore dell'anno. Negli anni 1990 allenò per quattro stagioni in CHL.

## Palmarès

### Allenatore

#### Individuale
- WCHA Coach of the Year: 1

1987-1988